# Ignacio Oliva Mompeán
Ignacio Oliva Mompeán (Murcia, 31 de enero de 1963) es un director de cine, guionista y pintor español. 

## Biografía
Estudió Bellas Artes en la Universidad de Valencia, donde se licenció con un trabajo de investigación sobre el espacio en el cine expresionista. Amplió sus estudios con Bogdan Žižić en Zagreb Film, que visitó en el verano de 1988. En 1990, se doctoró con una tesis sobre pintura abstracta y comenzó un trabajo simultáneo como cineasta y pintor que ha marcado su trayectoria. A principios de los noventa se trasladó a Nueva York durante un semestre y acudió a las clases de Acting Directing impartidas por Marketa Kimbrell en Tisch School of the Arts (NYU). En esa misma época, empezó a dar clases en la Facultad de Bellas Artes de Cuenca, donde introdujo los estudios de cine. Durante los años noventa ormó parte del Equipo Reseña y publicó crítica de cine en la revista Reseña y en el volumen anual Cine para leer. 

## Filmografía
El cine de Ignacio Oliva se caracteriza por el fuerte componente literario de sus guiones y una sobria puesta en escena cercana a la pintura. Desde un punto de vista temático, la realidad histórica suele estar presente en sus películas, respaldadas por un riguroso proceso de investigación. Amigo y discípulo de Carlos Pérez Merinero, a quien dedicó el libro "Diálogos casi socráticos con Carlos Pérez Merinero (2022) su trayectoria ha sido independiente y alejada de modas y tendencias del cine español. "Su obra no se parece a nada" ha sentenciado la crítica. Durante sus inicios, comenzó realizando cine experimental con la película Historia de la ciudad cuadrada (1987), rodada en formato Super-8. Su primer cortometraje de ficción se tituló Sky Radio (1996) y fue presentado en el cine Palafox de Madrid. En esos años escribió junto al actor Juan Diego el guion del largometraje Falsos años, primera adaptación al cine de una obra del escritor Miguel Espinosa, que nunca llegó a rodarse. Conoció en esta época al escritor y guionista Carlos Pérez Merinero, que fue su maestro en la escritura dramática. Posteriormente compaginó su trabajo en el cine de ficción con la realización de diversos documentales de carácter etnográfico como Pigmeos Baká de África Central (1999), Mongoles del desierto de Gobi (2000-2009) y Quechuas del Valle del Colca (2001). En 2000 rodó en París Visiones de Fernando Arrabal y el año siguiente volvió a la ficción con los cortometrajes La isla de papel (2002) y Pies de zorro (2003), esta última presentada en el cine Estudio del Círculo de Bellas Artes de Madrid. Posteriormente, rodó los documentales Inside Almodóvar (2003), presentado en la Universidad de Harvard, y Memoria del tiempo devastado (2006). 
En 2011 presentó su ópera prima, La rosa de nadie, basada en hechos reales, fue seleccionada en Thessaloniki International Film Festival, Festival Ópera Prima de Zaragoza, y obtuvo el Premio del Público y Mención de Honor del Jurado Internacional en el Festival IBAFF (Murcia) en 2012. Entre 2012 y 2013 escribió la primera versión de Hereje, su segundo largometraje de ficción, centrado en la figura del faraón Akenatón. Fue presentada como proyecto en el foro de coproducción de Berlinale 2013 con el auspicio de Madrid Film Commission. Se trata del primer largometraje de ficción rodado íntegramente en lenguas antiguas como egipcio, acadio o hitita y que ha contado con la asesoría especializada de orientalistas y egiptólogos como Jan Assmann, quien ha definido la apuesta lingüística de Oliva como un «artefacto egiptológico».
En 2024 presentó en Cineteca (Madrid) su tercer largometraje, titulado " El Laberinto: La guerra secreta de España, un film de espionaje centrado en algunos episodios oscuros de España durante la Segunda Guerra Mundial bajo la presión de los Aliados y la Alemania nazi. En ese mismo año presentó en Cineteca (Madrid) su documental "Una mujer llamada Marta Hernández" dedicada al colectivo de crítica cinematográfica radical de finales de la dictadura, seleccionado en el Latino and Iberian Film festival at Yale - LIFFY 2024 (USA) 

## Obra pictórica
Su obra pictórica está íntimamente ligada a su labor como cineasta. Pintura y cine conforman un estrecho vínculo plagado de referencias que nutren el imaginario de los diferentes campos de expresión artística desarrollados por Oliva. Su pintura se sitúa en un cierto eclecticismo en el que encontramos resonancias de la primera abstracción, el expresionismo americano o la pintura zen en cuanto a la revelación de un mundo interior. 
Sus primeros trabajos de juventud, en su mayoría de pequeño formato, abrieron un período de trabajo pictórico continuo que fue compaginado con su trabajo profesional como guionista y director de cine. Durante estos primeros ensayos, Oliva no sólo experimentó dentro del campo pictórico, sino que desarrolló una notable obra escultórica. En 1984, el crítico Santiago Amón le otorga el Primer Premio de Escultura en el Certamen Regional de Jóvenes Artistas, (CAM, Murcia). Tres años más tarde, en 1987, la hoy desaparecida galería Continuum (Murcia) le dedica su primera exposición individual, formada por un conjunto de acuarelas de pequeño formato y la película de animación Historia de la ciudad cuadrada. Esa relación entre cine y pintura, que caracterizará el proyecto artístico de Oliva, se remonta a esta primera exposición.
La segunda exposición individual de pintura fue una muestra antológica titulada Pintura privada (1984-2014) y tuvo lugar en el Centro de Arte Contemporáneo Fundación Antonio Pérez (Cuenca) en octubre de 2015. Cuatro años más tarde, en el mismo escenario y bajo el título Ignacio Oliva Pintura, se celebró su tercera exposición individual. El conjunto referenciaba la poesía de Paul Celan a través de los óleos de gran formato. 
En marzo de 2021 presentó en Madrid su cuarta exposición individual titulada "Campos de sentido" compuesta por un conjunto de óleos de gran formato

## Docencia
Al margen de su trabajo como cineasta y pintor, Oliva ha desarrollado desde 1989 una intensa labor como docente en la Facultad de Bellas Artes de Cuenca. Entre 1991 y 1996 sucedió a José Luis Brea como decano y en 2001 fue nombrado director del Instituto de Estudios Avanzados de la Comunicación Audiovisual (ICA) de la Universidad de Castilla-La Mancha, permaneciendo al frente hasta el año 2004. Ese mismo año, se encargó de dirigir el I Congreso Internacional Pedro Almodóvar celebrado en Cuenca. Desde 1999 es director del Grupo IDECA (Investigación y Desarrollo de Contenidos Audiovisuales) con el que ha dirigido numerosos proyectos de investigación I+D e I+D+i. 

## Ensayos
La imagen sustantiva: elementos para una lógica de la forma moderna y su incidencia en el cine de los años veinte. Ediciones de la Universidad de Castilla-La Mancha.1991.
Eterno Eisenstein. Juan Luis González, Editor. Madrid. 1992.
Diálogos casi socráticos con Carlos Pérez Merinero La Rebelde Babel Narrativa. Madrid 2022 

## Películas

### Largometrajes
- 2024   El Laberinto: La guerra secreta de España
- 2019   Hereje (Heretic)
- 2012   La rosa de nadie

### Cortometrajes
- 2003   Pies de zorro
- 2002   La isla de papel
- 1996   Sky Radio

### Documentales y televisión
- 2024 Una mujer llamada Marta Hernández
- 2009 Mongoles del desierto de Gobi
- 2006 Memoria del tiempo devastado
- 2003 Inside Almodóvar
- 2001 Quechuas del Valle del Colca
- 2000 Visiones de Fernando Arrabal
- 1999 Pigmeos Baká de África central

## Exposiciones
- 1987 Galería Continuum (Murcia) Ignacio Oliva: Acuarelas
- 2015 Fundación Antonio Pérez (Cuenca) Pintura Privada (1984-2014
- 2019 Fundación Antonio Pérez (Cuenca) Ignacio Oliva Pintura
- 2021 Galería Manuel Barrera (Madrid) Campos de sentido
- 2024 Fundación Antonio Pérez (Cuenca) Cinco Miradas. Obra gráfica
- 2024 Museo de Obra Gráfica de San Clemente (Cuenca) Registros